# Уссе, Сидони де ла
Сидони де ла Уссе (до замужества — Хелен Перре) (англ. Sidonie de la Houssaye; 17 августа 1820—18 февраля 1894) — американская писательница. Псевдоним — Луиза Раймонд. Писала на французском языке.

## Биография
Дочь французских креолов. Родилась на плантации у Сент-Джон-те-Баптист вблизи Франклина, Сент-Мэри, штат Луизиана. Самоучка. Лишь несколько месяцев обучалась в соседнем монастыре Святого Иоанна Крестителя, где получила двуязычное образование на английском и французском языках. В четырнадцать лет вышла замуж и стала матерью четырнадцати детей, из которых выжили только трое. После смерти мужа во время Гражданской войны в 1863 году, Сидони заработывала деньги для семьи, работая учителем и постмейстером в г. Франклин, писала рекламу для лекарств и мыльных опер во французских газетах.
После смерти дочери Лилии в 1875 году, взяла на себя заботу о её восьми детях. Именно в этот период начала публиковать в газетах свои рассказы и новеллы. Её произведения рассказывают о жизни на плантациях, быте и обычаях креолов, их отношениях с акадианцами и белыми американцами. Работы писательницы представляют интерес для изучения французских диалектов Луизианы. Сюжеты произведений просты и предназначены, в основном, для женщин-плантаторов и девочек, обучающихся в монастырях.
Автор нескольких романов, рассказов и морализаторских сказок, написанных сперва для её восьми внуков. Большая часть материала стала доступна из дневника её бабушки, который она обнаружила на чердаке. Наиболле известная её книга «Странные истинные истории Луизианы» (1889).
В 1890 году L’Athénée Louisianais, организация, основанная для сохранения французского языка в Луизиане, наградила писательницу почётной золотой медалью.